# لانه پرنده خوراکی
لانه پرنده خوراکی (انگلیسی: Edible bird's nest) لانه گونه‌ای پرنده موسوم به بادقپک آشیانه‌سپید می‌باشد که از بزاق این پرنده ساخته می‌شود. لانه پرنده خوراکی یک غذای لذیذ بسیار ارزشمند در آشپزی چینی است که از لانه این گونه تهیه می‌گردد.
لانه‌ها از بزاق پرنده و سایر مواد طبیعی ساخته می‌شوند و معمولاً در غارهای ساحلی یا شکاف‌های سنگی در جنوب شرقی آسیا نظیر کشورهای مالزی و اندونزی یافت می‌شوند. لانه‌ها توسط کوهنوردان ماهری که در روش‌های سنتی جمع‌آوری آموزش دیده‌اند برداشت می‌شود که می‌تواند بسیار خطرناک باشد.

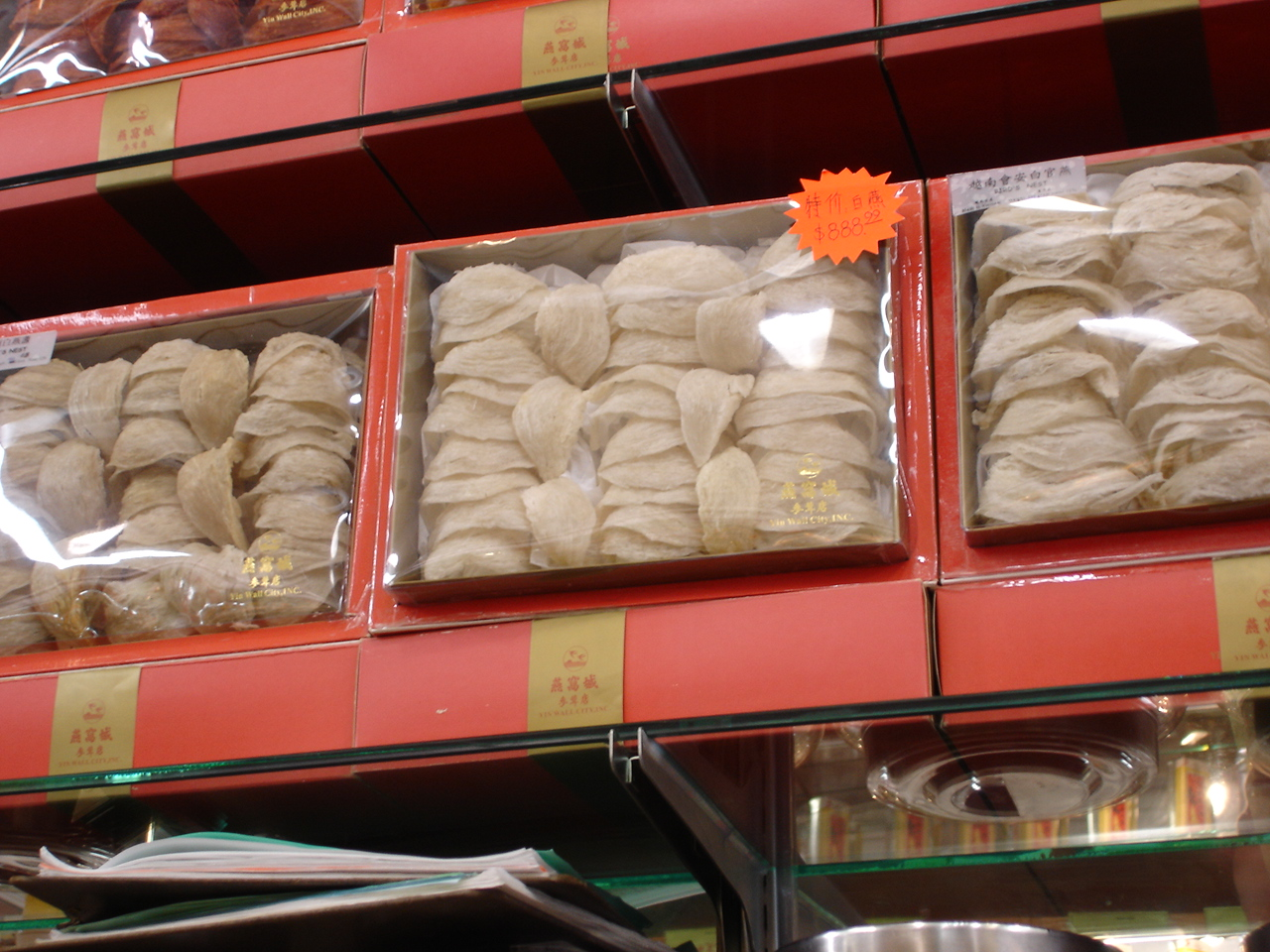
یک قفسه از بسته‌های لانه پرنده خوراکی که به قیمت ۸۸۸٫۹۹ دلار آمریکا فروخته می‌شوند.

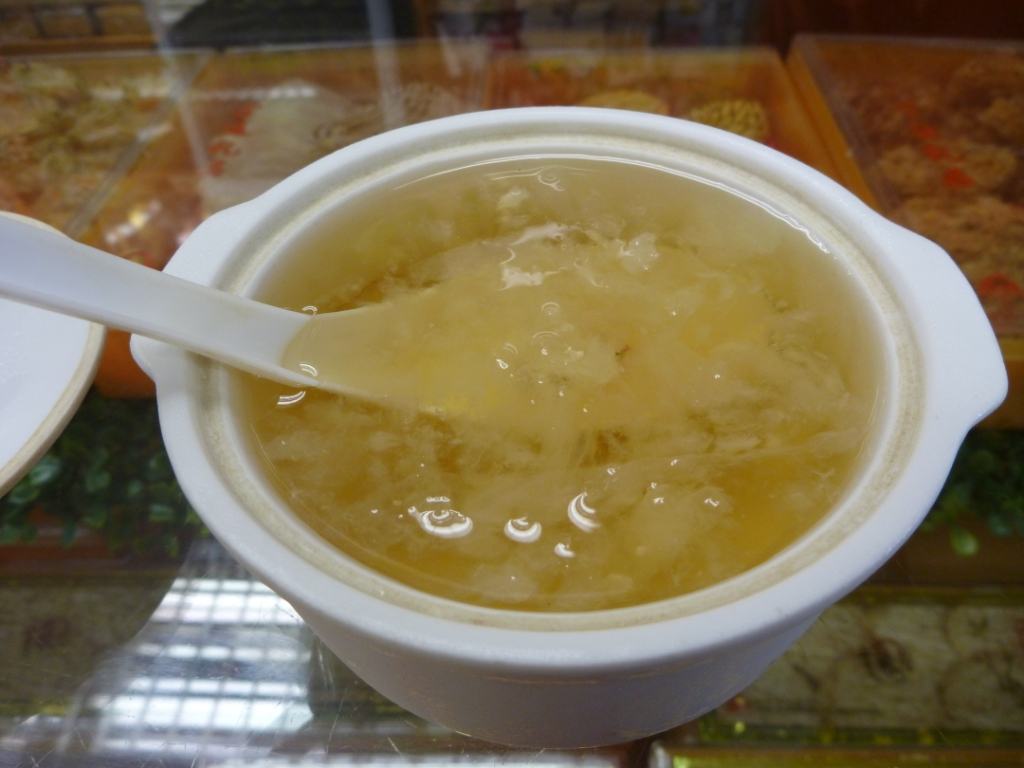
یک پیاله سوپ لانه پرنده

اعتقاد بر این است که لانه پرندگان خوراکی دارای چندین فواید سلامتی از جمله تقویت سیستم ایمنی است. همچنین تصور می‌شود که دارای خواص ضد پیری، بهبود رنگ پوست و کاهش چین و چروک است. محتوای پروتئین بالای لانه آن را به یک ماده محبوب در سوپ‌ها، دسرها و سایر غذاها تبدیل کرده است.
لانه پرندگان خوراکی به دلیل کمیاب بودن و هزینه بالای آن، یک غذای لوکس به حساب می‌آید و اغلب برای مناسبت‌های خاص رزرو می‌شود یا به نشانه مهمان نوازی و احترام از مهمانان پذیرایی می‌شود.
لانه‌های خوراکی پرندگان یکی از گران‌ترین محصولات حیوانی است که توسط انسان مصرف می‌شود، که بسته به درجه‌بندی، لانه‌ها با قیمت‌هایی تا حدود ۴۳۰۰ دلار در هر پوند (۹۵۰۰ دلار در کیلوگرم) به فروش می‌رسند.